# Zygoballus tibialis
Zygoballus tibialis là một loài nhện trong họ Salticidae.
Loài này thuộc chi Zygoballus. Zygoballus tibialis được Frederick Octavius Pickard-Cambridge miêu tả năm 1901.

## Hình ảnh

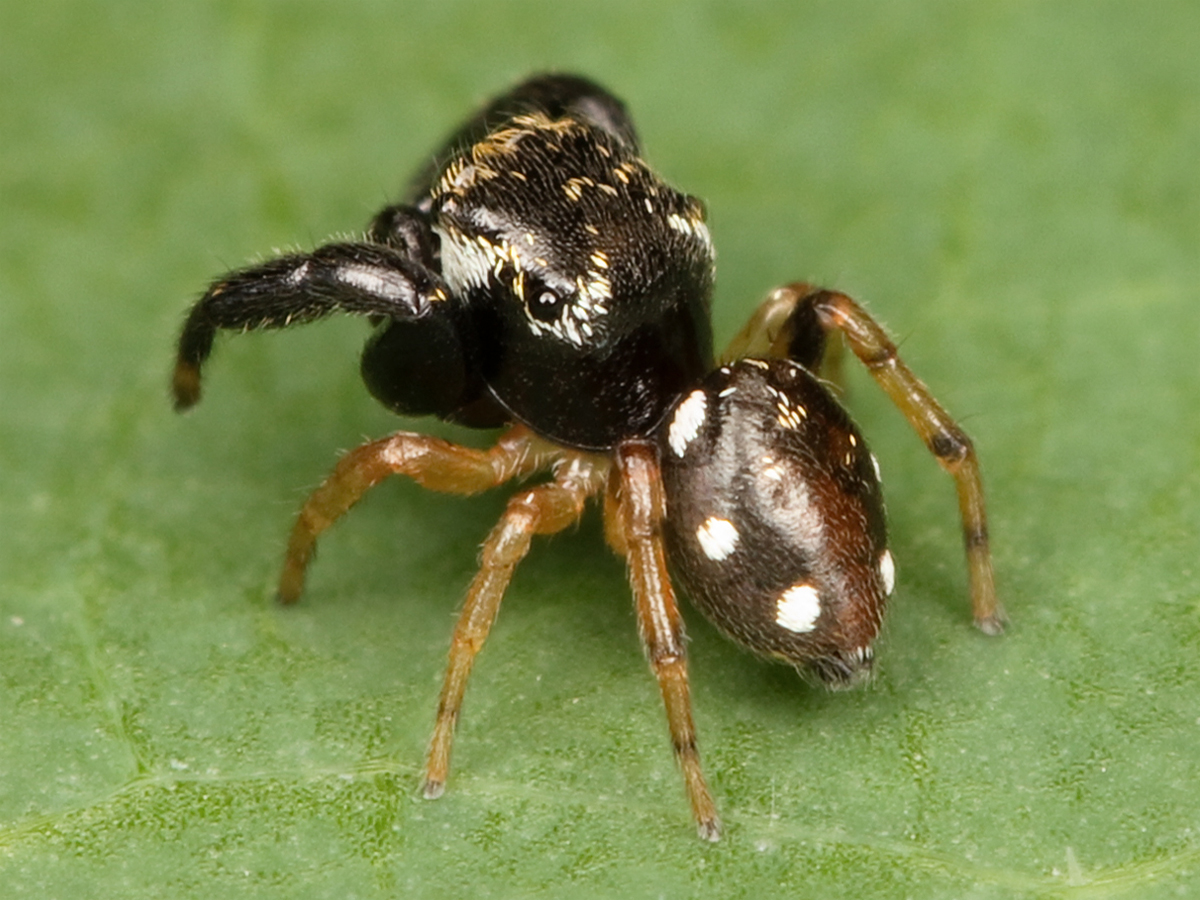
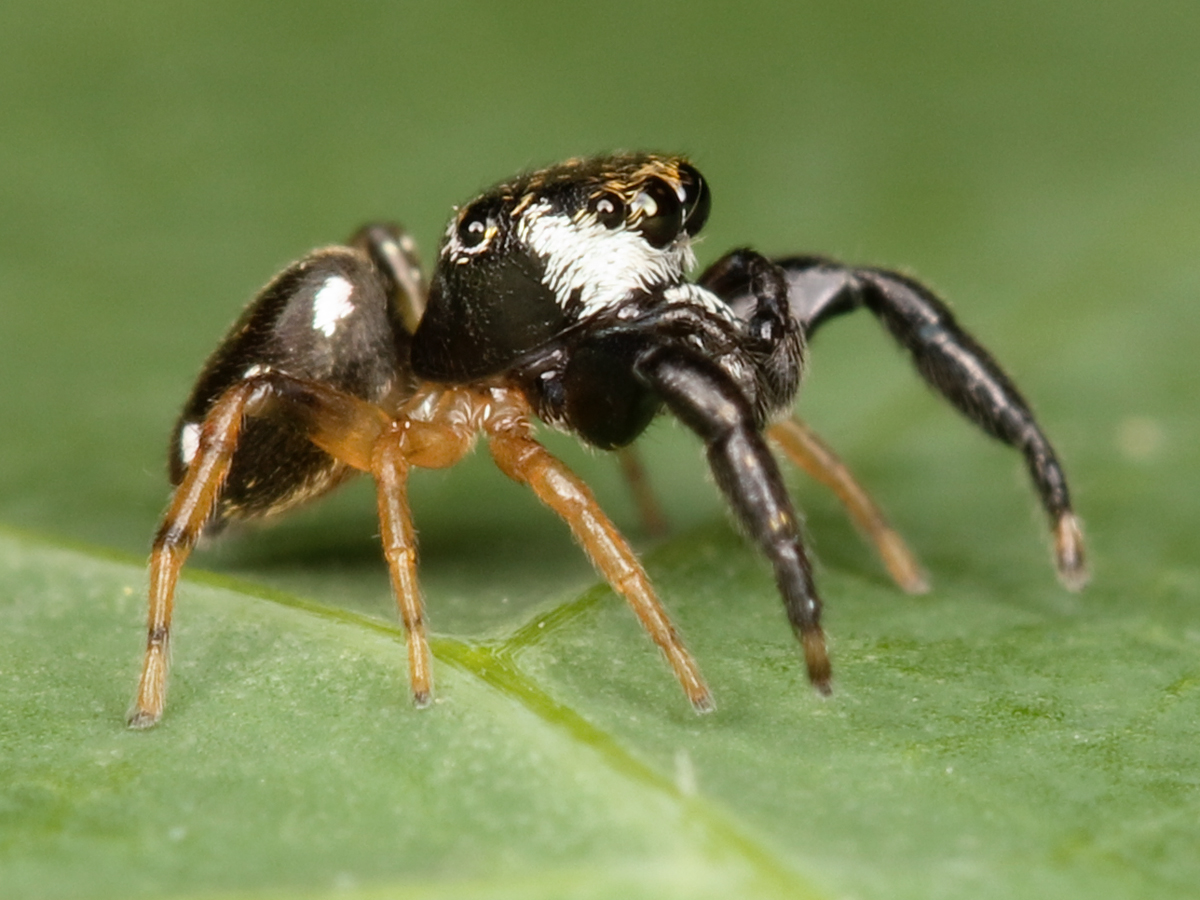
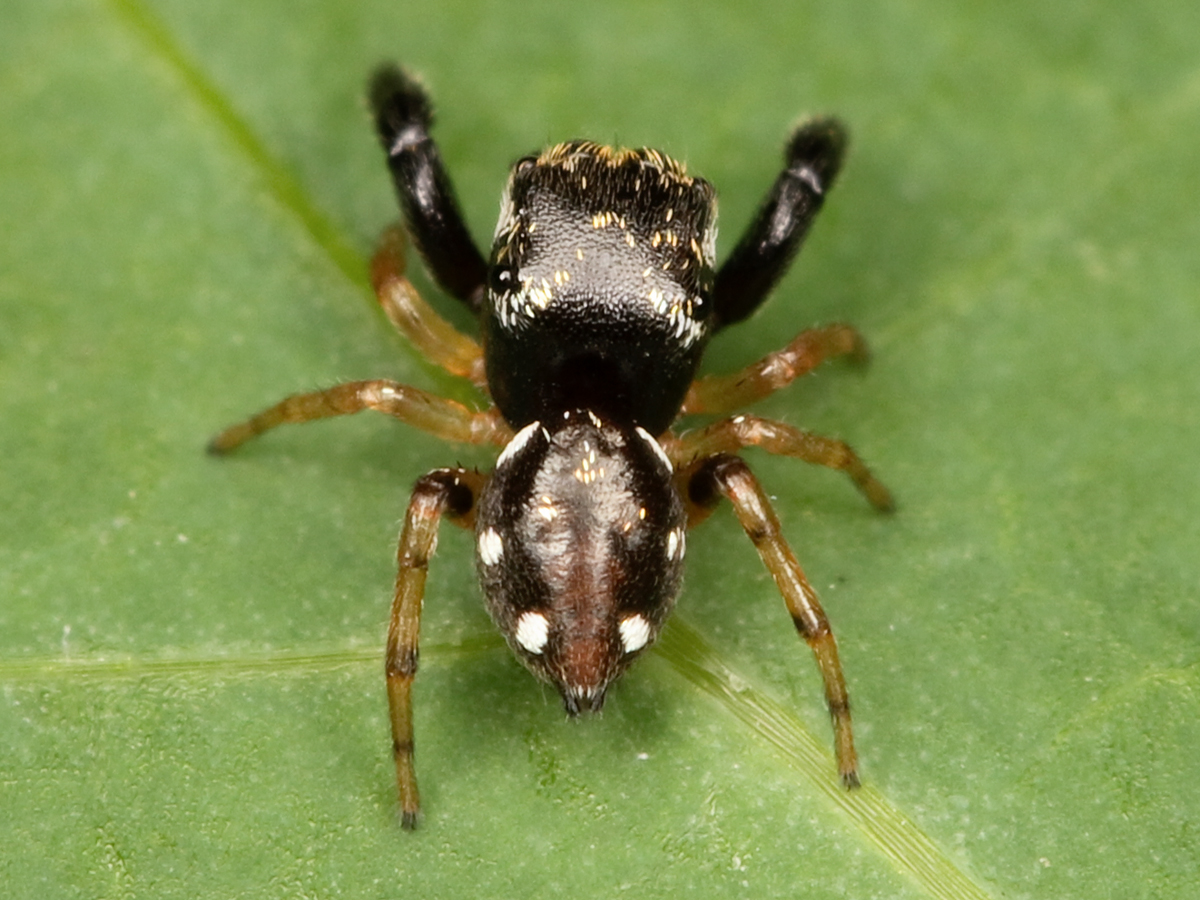
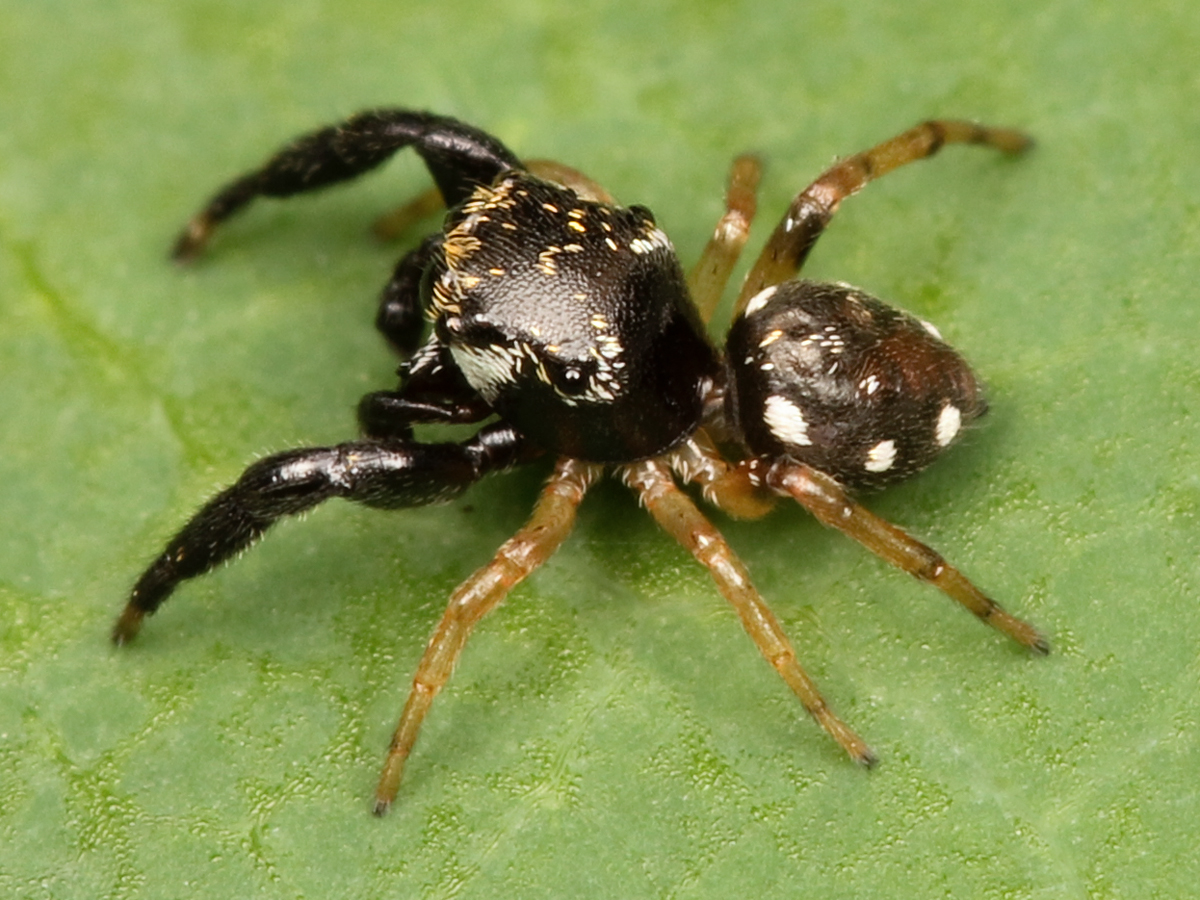